# 水花火
「水花火」（みずはなび）は、日本のフォークデュオ・遊吟のインディーズ8作目のシングル。

## 収録曲
1. 水花火
作詞・作曲：すぐる
編曲：長澤孝志
2. ポケット
作詞・作曲：しんじ
編曲：長澤孝志
3. チック〜chick〜
作詞・作曲：しんじ
編曲：宗本康兵

## 楽曲の収録アルバム
- Days (#1,2)